# Lautereriana nigroscutellata
Lautereriana nigroscutellata är en insektsart som beskrevs av Irena Dworakowska 1974. Lautereriana nigroscutellata ingår i släktet Lautereriana och familjen dvärgstritar.
Artens utbredningsområde är Kongo. Inga underarter finns listade i Catalogue of Life.